# Augusta Murray
Lady Augusta Murray (27 de enero de 1768 - 5 de marzo de 1830) fue la primera esposa del príncipe Augusto Federico, duque de Sussex, el sexto hijo de Jorge III. Como su matrimonio estaba en contravención con el Acta de Matrimonios Reales de 1772, fue considerado nulo de pleno derecho, y ella no podía ser nombrada duquesa de Sussex.

## Primeros años
Lady Augusta nació en Londres. Su padre era John Murray, IV conde de Dunmore y su madre era lady Carlota Stewart, hija de Alexander Stewart, VI conde de Galloway. Ella fue llamada Lady Augusta Murray en el nacimiento, el título de cortesía de la hija de un conde.

## Matrimonio
Lady Augusta se casó en secreto con el Príncipe Augusto Federico, sexto hijo del rey Jorge III, el 4 de abril de 1793, en un rito ceremonial bajo la Iglesia de Inglaterra en el Hotel Sarmiento, Roma, Italia. Posteriormente se casaron de nuevo en una ceremonia religiosa el 5 de diciembre de 1793 en St.George’s, Hannover Square, Londres, con sus nombres correctos, pero sin revelar sus identidades completas. En lo que se refiere al Derecho Inglés, ambas ceremonias matrimoniales estaban en contravención del Acta de Matrimonios Reales de 1772 y en agosto de 1794 fueron anulados. Lady Augusta no podía tomar el estilo de Princesa de Gran Bretaña o de Su Alteza Real.
Juntos, la pareja tuvo dos hijos:
1. Augusto Federico d'Este (13 de enero de 1794 - 28 de diciembre de 1848)
2. Augusta Emma d'Este, posterior Lady Truro (11 de agosto de 1801 - 21 de mayo de 1866) ∞ Thomas Wilde, I barón Truro (1782-1858), Lord Canciller de Gran Bretaña.

A pesar de la anulación, el príncipe Augusto continuó viviendo con Lady Augusta hasta 1801, cuando recibió una subvención parlamentaria de 12.000 libras esterlinas. El 27 de noviembre de 1801, su padre, el rey creó al príncipe Augusto Duque de Sussex, Conde de Inverness y Barón Arklow en la dignidad de par del Reino Unido y lo nombró Caballero de la Nobilísima Orden de la Jarretera.

## Vida posterior
Después de 1801, la pareja siguió por caminos separados. En 1806 a Lady Augusta se le dio licencia real de utilizar el apellido De Ameland en lugar de Murray. Lady Augusta conservó la custodia de los hijos y recibió un mantenimiento de £4.000 al año. Murió en Ramsgate, Kent a los 62 años de edad. Después de la muerte de Lady Augusta el duque de Sussex se casó con lady Cecilia Gore (hija de Arthur Gore, II conde de Arran y de su esposa, Elizabeth Underwood), y vivió en el Palacio de Kensington.